# Denis Gifford
Denis Gifford (Forest Hill, 26 de desembre de 1927 - 18 de maig de 2000) va ser un escriptor, locutor, periodista, dibuixant de còmics i historiador de cinema, còmics, televisió i ràdio britànic. En la seva llarga carrera, va escriure i dibuixar per a cómics britànics; va escriure més de cinquanta llibres sobre els creadors, intèrprets, personatges i història dels mitjans de comunicació populars; va idear, compilar i contribuir a programes populars per a ràdio i televisió; i va dirigir diversos curtmetratges. Gifford també era un important col·leccionista de còmics, posseint la que potser era la col·lecció de còmics britànics més gran del món.
El treball de Gifford en la història del cinema i els còmics, especialment a la Gran Bretanya, va proporcionar un relat del treball en aquells mitjans d'abast no intentat anteriorment, descobrint innombrables pel·lícules i títols perduts i identificant nombrosos creadors no acreditats. Estava especialment interessat en les primeres etapes de la història del cinema i els còmics, dels quals els registres eren escassos i poc fiables, i la seva pròpia col·lecció extensa era una font inestimable. Gifford va produir filmografies detallades de totes les pel·lícules de ficció, no-ficció i animades que s'hagin estrenat mai al Regne Unit, i de les primeres pel·lícules d'animació als EUA.
Va compilar el primer catàleg de còmics, intentant enumerar tots els còmics publicats mai al Regne Unit, així com la primera guia de preus dels còmics britànics. Les seves investigacions sobre el desenvolupament primerenc del còmic i el cinema van establir les bases per al seu estudi acadèmic, i les seves obres de referència continuen sent textos clau en aquests camps.
Gifford també va ser un dibuixant i artista de còmics que va treballar per a nombrosos títols, sobretot per als còmics britànics dels anys 40, 50 i 60. Tot i que es tractava en gran part de tires d'humor, va treballar en una varietat de gèneres com ara superheroi, western, ciència-ficció i aventures.